# Othnocerus
Othnocerus is een kevergeslacht uit de familie van de boktorren (Cerambycidae). De wetenschappelijke naam van het geslacht werd voor het eerst geldig gepubliceerd in 1976 door Martins.

## Soorten
Othnocerus is monotypisch en omvat slechts de volgende soort:
- Othnocerus aethes Martins, 1976